# Phortioecoides guarani
Phortioecoides guarani är en kackerlacksart som beskrevs av Rehn, J. A. G. 1937. Phortioecoides guarani ingår i släktet Phortioecoides och familjen jättekackerlackor.
Artens utbredningsområde är Paraguay. Inga underarter finns listade i Catalogue of Life.